# Alex Hannum
Alexander Murray Hannum (Los Angeles, Califórnia, 19 de julho de 1923 - 18 de janeiro de 2002) foi um treinador de jogador de basquete colegial e profissional estadunidense. Faleceu de causas naturais aos 78 anos.

## Carreira

### Como jogador
- Oshkosh All-Stars (NBL) (1948-1949)
- Syracuse Nationals (1949-1951)
- Baltimore Bullets (1951-1952)
- Rochester Royals (1951-1954)
- Milwaukee/St. Louis Hawks (1954-1956)
- Fort Wayne Pistons (1956-1957)
- St. Louis Hawks (1956-1957)

### Como treinador
- St. Louis Hawks (1956-1958)
- Syracuse Nationals (1960-1963)
- San Francisco Warriors (1963-1966)
- Philadelphia 76ers (1966-1968)
- Oakland Oaks (ABA) (1968-1969)
- San Diego Rockets (1969-1971)
- Denver Rockets (ABA) (1971-1974)

## Títulos e prêmios
- NBA Coach of the Year (1964)
- ABA Coach of the Year (1969)
- 3 vezes Campeão como Técnico (1958, 1967 e 1969)